# Kroatische Inlinehockeynationalmannschaft
Die kroatische Inlinehockeynationalmannschaft repräsentiert den Kroatischen Inlinehockey Verband auf internationaler Ebene, wie bei der IIHF Inlinehockey-Weltmeisterschaft.
Die Kroaten spielen seit der Weltmeisterschaft 2010 ununterbrochen in der Division I, nachdem sie zuvor 2006 in Budapest, Ungarn abgestiegen waren. Bei der Weltmeisterschaft 2010 in Karlstad, Schweden unterlag man der Österreichischen Nationalmannschaft im Finale der Division I mit 0:5.

## Spiele und Kader

### IIHF Inlinehockey-Weltmeisterschaft 2013
Kader bei der IIHF Inlinehockey-Weltmeisterschaft 2013 vom 2. Juni bis 8. Juni in Dresden.
- Torhüter
  - (1) Tihomir Filipec
  - (20) Matija Djaković

- Verteidiger
  - (10) Igor Jačmenjak
  - (55) Matija Kopajtić
  - (8) Kresimir Polasek
  - (66) Fran Srketić
  - (21) Marko Tadić
  - (69) Nikša Trstenjak

- Stürmer
  - (98) Mario Čunko
  - (29) Nikola Grahovar
  - (22) Tomislav Grozaj
  - (9) Marko Lovrenčić
  - (2) Luka Novak
  - (15) Mario Novak
  - (12) Lovro Šišeta
  - (90) Miro Smerdelj

### IIHF Inlinehockey-Weltmeisterschaft 2015
Am 5. Juli 2015 spielten die Kroaten in Division I gegen die Ungarn im 2. Spiel der vorläufigen Runde der Gruppe D. Die Kroatische Nationalmannschaft unterlag der Ungarischen mit einer Punktezahl von 1:5. Mit folgendem Kader wurde gespielt.
- Torhüter
  - (1) Tihomir Filipec
  - (20) Mate Tomljenovic
- Verteidiger
  - (55) Matija Kopajtic
  - (22) Borna Silovic
  - (11) Fran Srketic
  - (3) Marko Tadic
  - (69) Niksa Trstenjak
  - (7) Domen Vedlin
  - (91) Lukas Vujinovic
- Stürmer
  - (12) Ivan Brencun
  - (6) Mario Cunko
  - (10) Igor Jacmenjak
  - (9) Ivan Jankovic
  - (95) Matija Milicic
  - (15) Mario Novak
  - (68) Jan Novotny

## Trainerstab
- Trainer:  Ales Fajdiga
- Manager:  Davor Klobucar
- Betreuer:  Dario Novak